# サイバーカスケード
サイバーカスケード（英: cyber cascade）は、インターネットにおいて発生する社会現象であり、特定のウェブサイトに同種の考え方をもつ人々が集まり、閉鎖的な環境で議論した結果、極端な世論が形成されやすくなるとする仮説である。
サイバーカスケードは、集団極性化（英: group polarization）の一種である。アメリカの憲法学者キャス・サンスティーンが提唱した。カスケードとは、多段状の滝（段瀑）またはそれを模した階段状の噴水のこと。

## 構造
インターネットには、同じ考えや感想を持つ者同士を結びつけることを極めて簡易にする特徴がある。つまり人々は、インターネット上の記事や掲示板等を通じて、特定のニュースや論点に関する考えや、特定の人物・作品等に関する反発や賛美などの感想を同じくする者を発見することができるようになる。加えて、インターネットは不特定多数の人々が同時的にコミュニケートすることを可能にする媒体でもあるので、きわめて短期間かつ大規模に、同様の意見・感想を持つ者同士が結びつけられることになる。その一方で、同種の人々ばかり集結する場所においては、異質な者を排除する傾向を持ちやすく、それぞれの場所は排他的な傾向を持つようになる。
そうした環境の下では、議論はしばしば元々の主義主張から極端に純化・先鋭化した方向に流れ（リスキーシフト）、偏向した方向に意見が集約される。そのような場所では、自分たちと反対側の立場を無視・排除する傾向が強化され、極端な意見が幅を効かせるようになりやすい。そして、小さな流れも集まれば石橋をも押し流す暴流となる道理で、ささやかな悪意や偏向の集結が看過しえぬ事態を招いてしまう。
こうしてインターネットは、極端化し閉鎖化してしまったグループ（エンクレーブと呼ばれる）が無数に散らばり、相互に不干渉あるいは誹謗中傷を繰り返す、きわめて流動的で不安定な状態となる可能性がある。サイバーカスケードとはこうした「人々が一団となって段階的に押し流されてしまう」一連の現象に与えられた比喩的な呼称である。
サイバーカスケードにおいては、特定の個人が不特定かつ非常に多数の者から集中攻撃を受けるという事態（いわゆる「炎上」など）や、不確かな情報が瞬時かつ大規模に伝播して受け入れられてしまう事態など、さまざまな危険性が指摘されている。

## 日本における例
日本におけるサイバーカスケードのポジティブな例としては、世界旅行の途中の京都で自転車を紛失してしまったアメリカ人のために、2ちゃんねるの利用者たちが力を合わせてその自転車を探し、最終的には無事発見したという事件がある。
他方でネットリンチやブログ炎上といったネガティブな例、そして2004年の新潟県中越地震の際に、チェーンメールに駆動されて必要以上に大量の支援物資が被災地に届けられて現地に迷惑がかかるなど、善意が仇となったケースもある。
Yahoo!ニュースのコメント機能は、排外主義の温床になっているのではないかという批判も多い（詳細は当該ページ）。